# Palazzo Beltrade
Palazzo Beltrade è un palazzo storico novecentesco di Milano situato in Piazza Santa Maria Beltrade, 1. Fu eretto in stile razionalista tra il 1935 ed il 1938 su progetto dell’architetto milanese Piero Portaluppi, sostituendo una serie di palazzi popolari antichi e fatiscenti.

## Storia e descrizione
Inizialmente situato sulla centralissima via Torino, venne costruito come sede milanese di un’importante compagnia di assicurazioni, la RAS, (da cui l’iniziale denominazione del palazzo, Edificio RAS, appunto), e progettato con corpi ad altezze diverse. In particolare, il fronte verso via Torino manteneva la stessa altezza delle precedenti abitazioni, per non coprire l'abside del Tempio Civico di San Sebastiano, che poteva così essere sempre ammirato da piazza Duomo. L’edificio, soprattutto l’angolo verso la piazza, fu pesantemente danneggiato dai bombardamenti aerei bellici e nel dopoguerra ricostruito, con successivo aumento delle volumetrie.
Vennero anche modificate le facciate, con l'aggiunta di alcuni nuovi balconi.
Oggetto di un totale restauro completato nel 2016, Palazzo Beltrade oggi rappresenta un’opera architettonica di pregio, impreziosita da una candida facciata in travertino interrotta da grandi e luminose finestre quadrate e da ampie logge.
Le terrazze e tutti i balconi del Palazzo sono vestiti a verde, creando una scenografia equilibrata e sofisticata in cui il giardino verticale è l’elemento protagonista.
Il particolare portone d’ingresso venne realizzato nell'anteguerra in acciaio al cromo.